# Philip Richardson
Sir Philip Wigham Richardson, 1r Baronet (Newcastle upon Tyne, Tyne and Wear, 26 de gener 1865 – Weybridge, Surrey, 23 de novembre de 1953) va ser un tirador anglès que va competir a cavall del segle xix i del segle xx.
El 1908 va prendre part en els Jocs Olímpics de Londres, on guanyà una medalla de plata en la prova de rifle militar per equips.
Quatre anys més tard, als Jocs d'Estocolm, disputà dues proves del programa de tir, però no obtingué bons resultats.
Richardson fou escollit Membre del Parliament per Chertsey en les eleccions de març de 1922, i ocupà el seient fins que deixà la Cambra dels Comuns després de les eleccions general de 1931. El 1929 va ser anomenat baronet de Weybridge, al comtat de Surrey. Va morir el novembre de 1953, amb 88 anys.